# Mexico (Phantasialand)

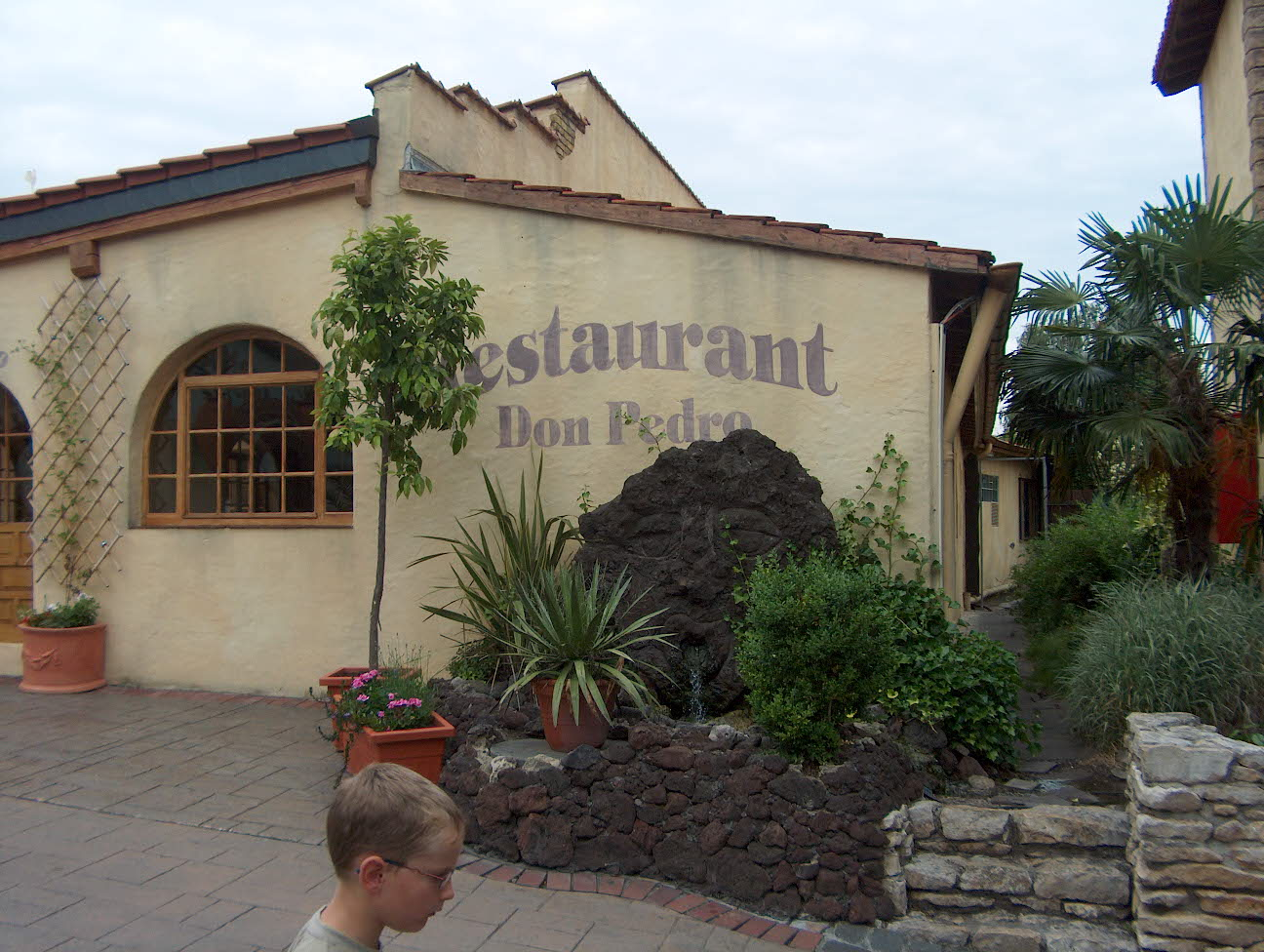
De voormalige show Casa Magnetica, een huis waar zwaartekracht in tegenovergestelde richting werkt

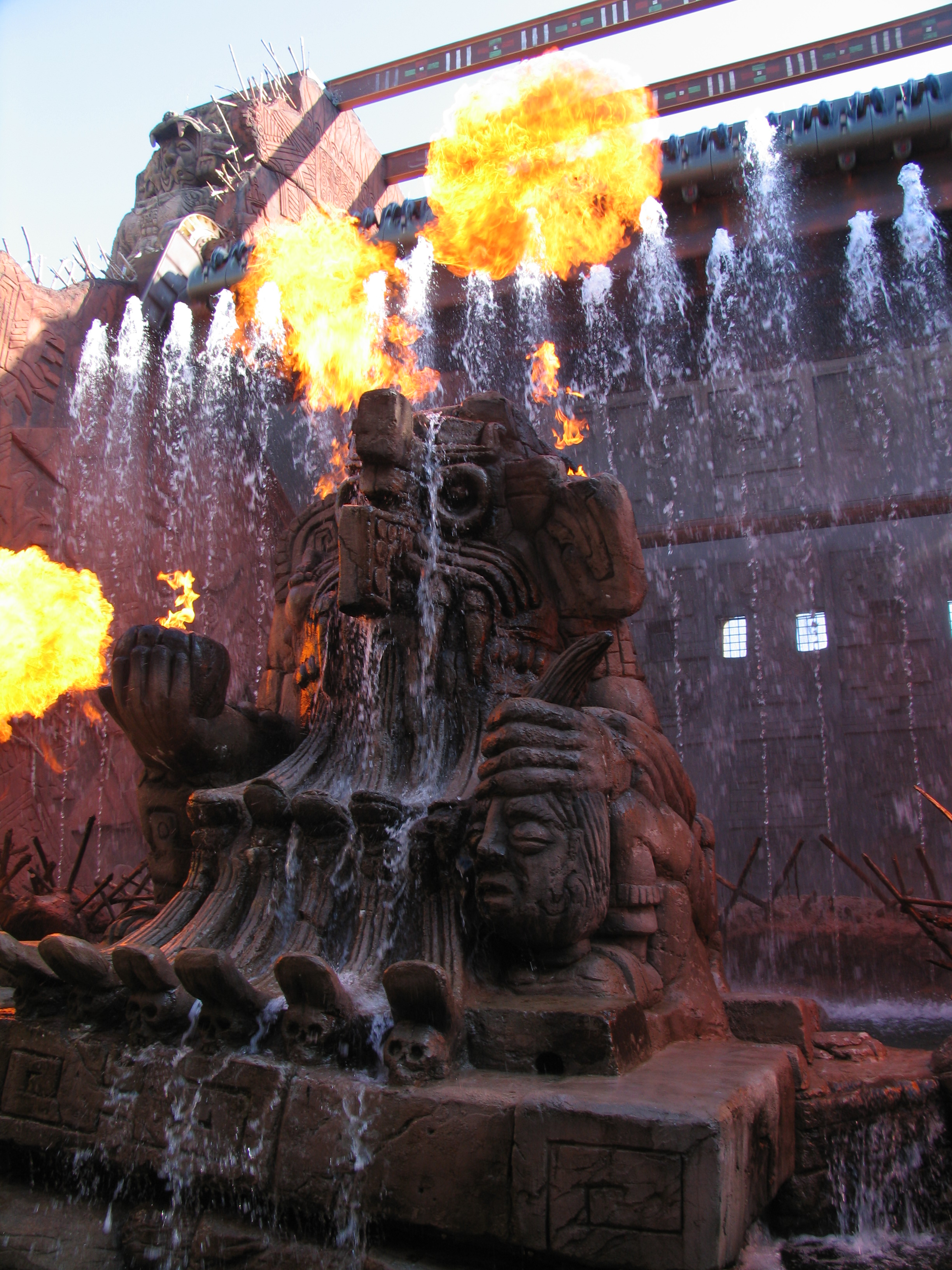
Talocan

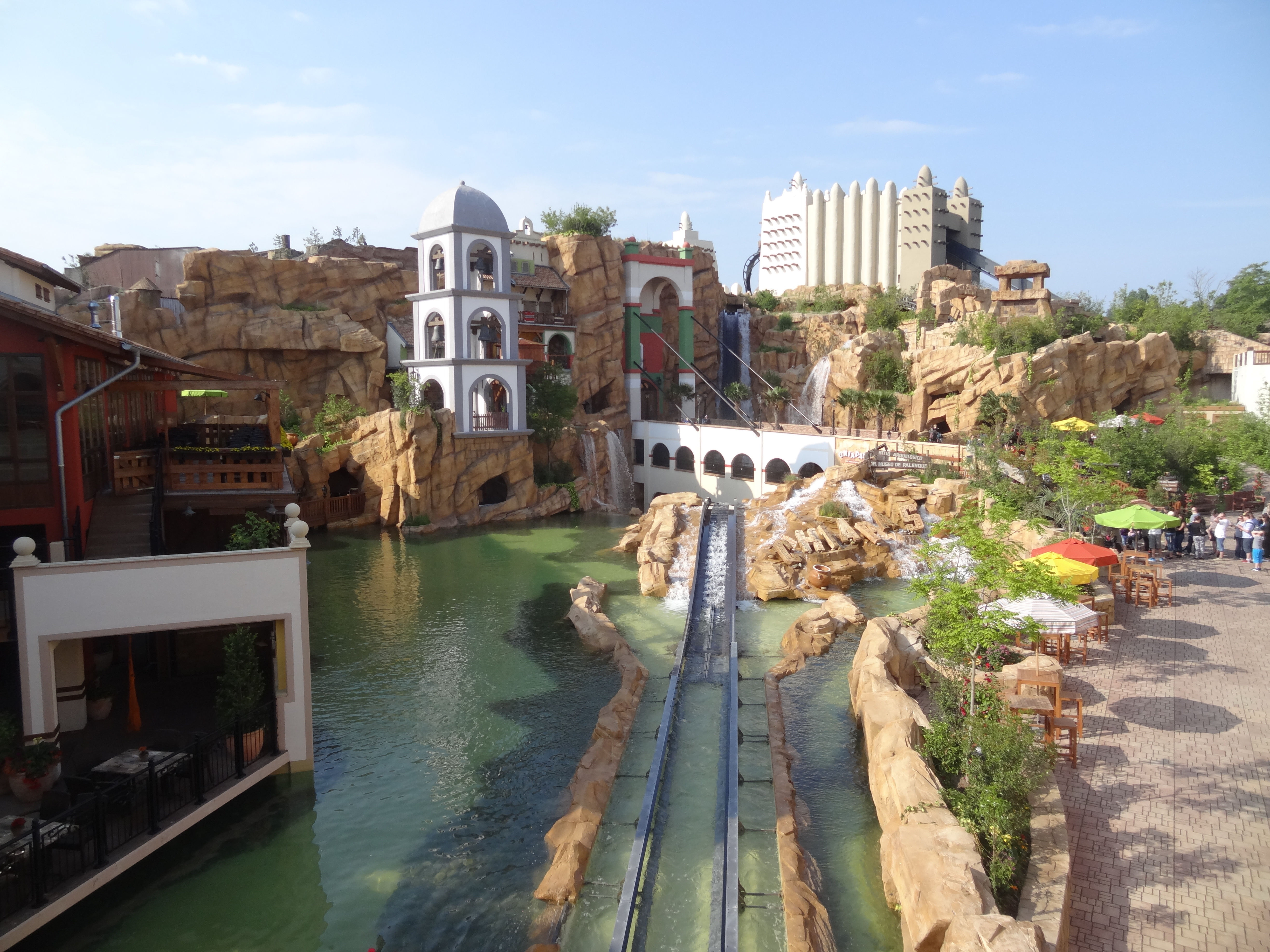
Chiapas, overzicht Mexico

Mexico is een themagedeelte in het Duitse attractiepark Phantasialand.

## Beschrijving
Het themagedeelte bestaat uit 2 verschillende delen, een deel dat is gethematiseerd naar een Mexicaans dorpje, en een deel dat is gebaseerd op het Wilde Westen. Dankzij de verschillende gedeelten van het gebied staan er verschillende ruïnes, tempels, mijnen en grotten door elkaar heen. 
In het gedeelte dat is gethematiseerd naar een Mexicaans dorpje bevinden zich verschillende eetgelegenheden, die typisch Mexicaanse snacks verkopen, zoals churros. Er is één restaurant te vinden met tafelbediening, het La Hacienda-restaurant. Tevens is er een theater met een ijsbaan, de Arena de Fiesta, waar op dit moment de show Relight my Fire wordt opgevoerd. Ook is er de show Casa Magnetica te vinden, een huis waarin wordt gespeeld met de zwaartekracht.
In het gedeelte dat is gethematiseerd naar het Wilde Westen bevinden zich winkeltjes die souvenirs in het thema van het Wilde Westen verkopen, en enkele eetgelegenheden met diverse snacks.
De mascotte van het themagebied Mexico heet Quetzal, een gevleugelde slang.

### Attracties
In het themagedeelte Mexico bevinden zich vier attracties:
- Colorado Adventure, een mijntreinachtbaan, waarbij de rit door verschillende grotten en mijnen gaat
- Talocan, een topspin. Tijdens de rit ben je de 'speelbal' van een Tlaloc, een god uit de tijd van de Azteken.
- Chiapas, een boomstamattractie
- Tikal, een vrije val toren van Zierer

#### Verdwenen attracties
- Stonewash en Wildwash Creek, twee boomstamattracties (sluiting 2011)
- Silbermine, een darkride die zich in een verlaten mijn bevindt. De attractie leidt de treintjes door een Mexicaans dorp.